# پاگواش، نوا اسکوشیا
پاگواش، نوا اسکوشیا (به انگلیسی: Pugwash) یک منطقهٔ مسکونی در کانادا است که در شهرستان کامبرلند، نوا اسکوشیا واقع شده‌است. پاگواش ۹٫۸۳ کیلومتر مربع مساحت و ۷۳۶ نفر جمعیت دارد و ۵ متر بالاتر از سطح دریا قرار دارد.